# Pfarrkirche Kemeten

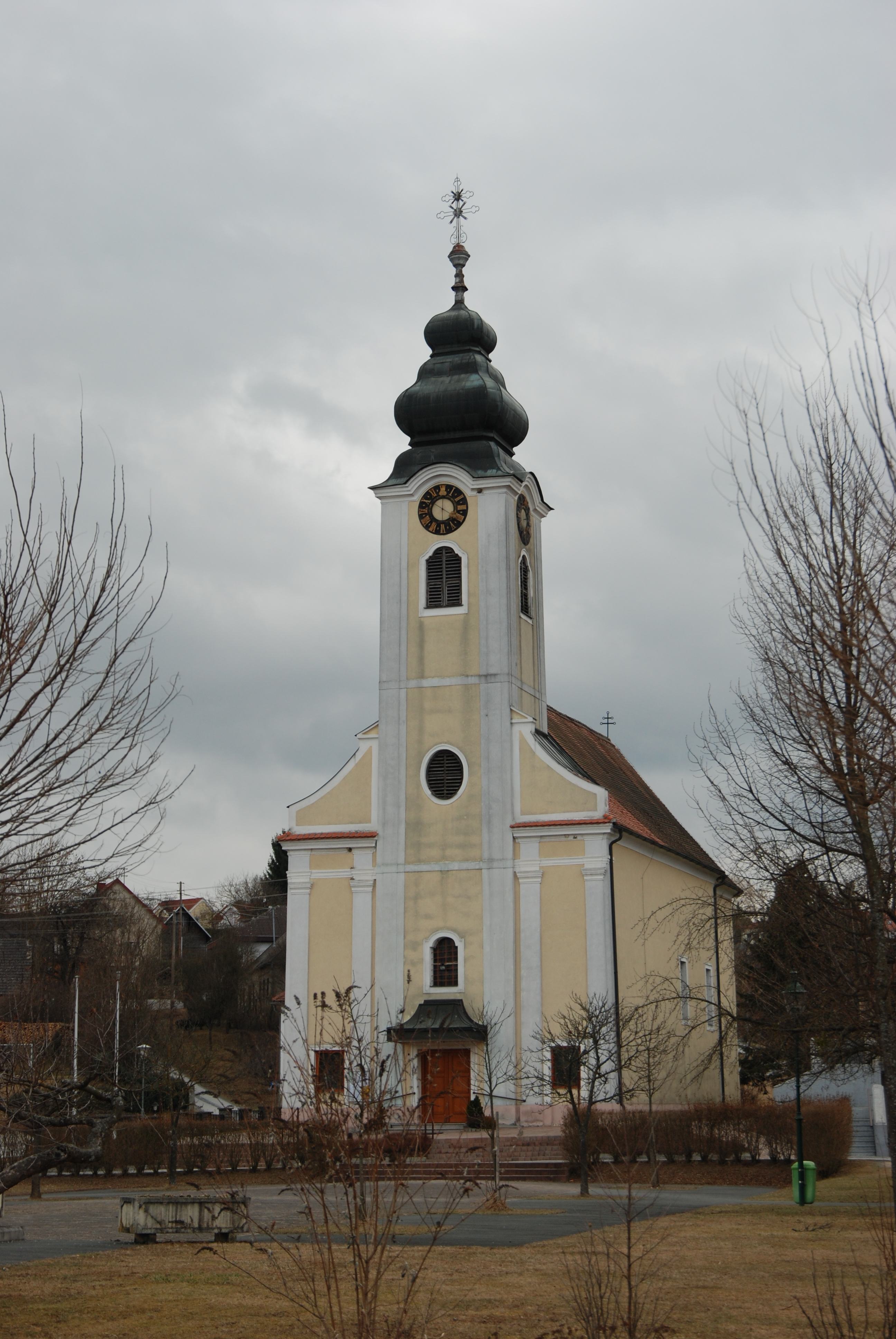
Kath. Pfarrkirche hl. Nikolaus in Kemeten

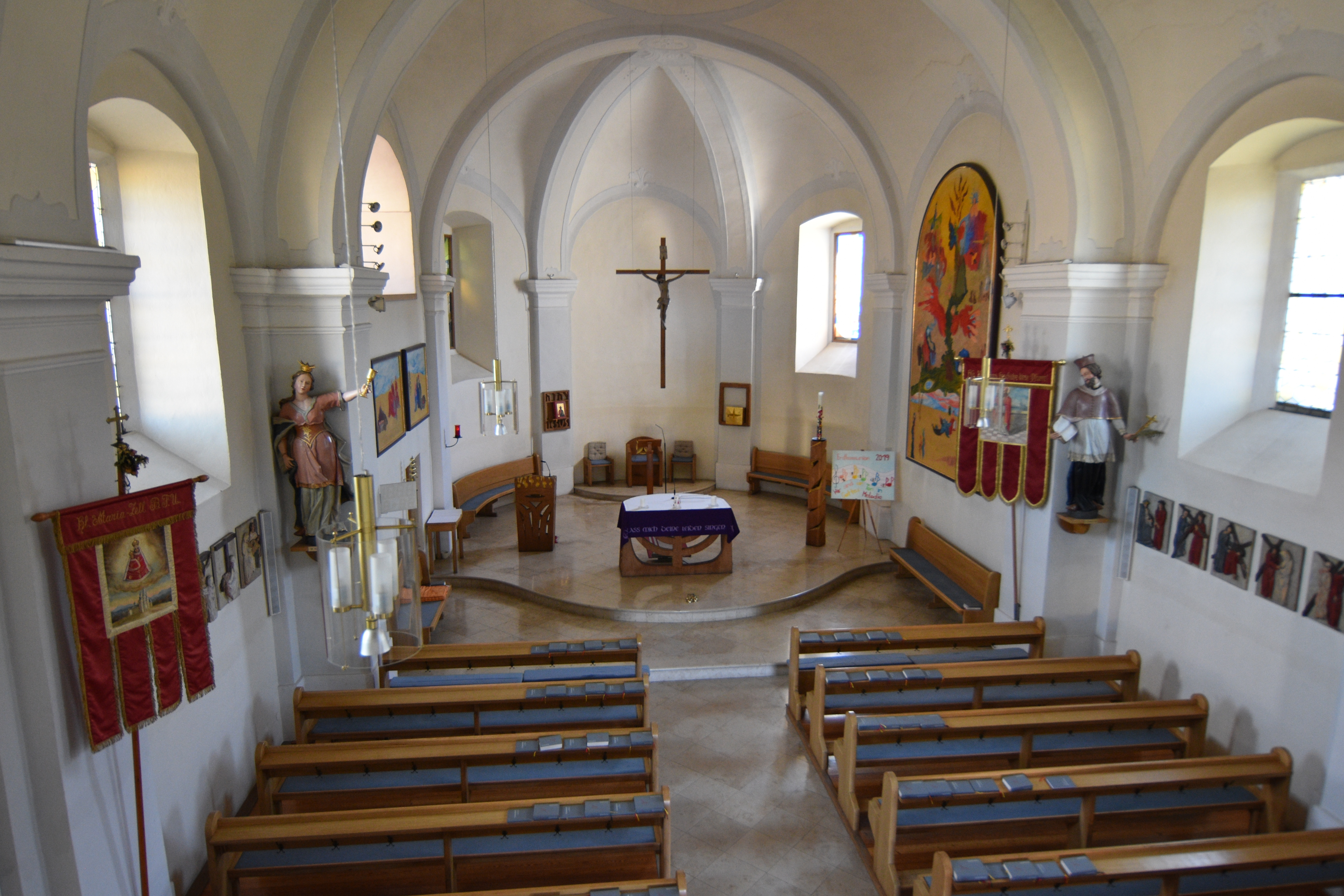
Der Innenraum der Kirche

Die römisch-katholische Pfarrkirche Kemeten in der Gemeinde Kemeten im Bezirk Oberwart im Burgenland ist dem heiligen Nikolaus geweiht und gehört zum Dekanat Pinkafeld in der Diözese Eisenstadt. Das Bauwerk steht unter Denkmalschutz (Listeneintrag).

## Geschichte
Die ursprünglich im Mittelalter gegründete Pfarre wurde zur Zeit der Reformation aufgehoben. Die heutige Kirche wurde 1797 errichtet und 1808 zur Pfarrkirche erhoben. In den Jahren 1909 sowie 1966 und 1967 erfolgten Restaurierungen.

## Kirchenbau
Kirchenäußeres
Die Kirche ist ein einschiffiger Saalbau mit etwas eingezogenem halbrundem Chor. Der östliche Fassadenturm hat einen hohen Doppelzwiebelhelm. An der Südseite des Chores ist eine zweigeschoßige Sakristei angebaut.
Kircheninneres
Unter Turm und Empore ist eine sechsjochige Vorhalle, die kreuzgratgewölbt ist. Das Kirchenschiff ist dreijochig und platzlgewölbt. Dazwischen sind Gurtbögen die auf kräftigen Pilastern ruhen. Die Empore ist dreiachsig. Der Triumphbogen ist halbrund und trennt das Langschiff vom Chor. Im Chorjoch ist ein Platzlgewölbe, in der Apsis sind Stichkappen zwischen Gurtbögen. Die Kirche ist mit Stuckdekor sparsam verziert.

## Ausstattung
In der Apsis ist ein Kruzifix aus der zweiten Hälfte des 18. Jahrhunderts. Die Schnitzfigur des heiligen Nikolaus ist eine spätgotische Schnitzfigur aus der Zeit um 1500. Sie wurde 1967 restauriert. An den Wänden des Kirchenschiffs sind Figuren der heiligen Könige Stephan und Emmerich. Die beiden Figuren stammen aus der Zeit um 1770 und standen ursprünglich am Hochaltar. Zwei weitere Schnitzfiguren stellen die heilige Barbara aus der zweiten Hälfte des 18. Jahrhunderts und den heiligen Johannes Nepomuk, ebenfalls aus der zweiten Hälfte des 18. Jahrhunderts dar. An der Brüstung der Orgelempore sind Sitzfiguren der vier Evangelisten aus der zweiten Hälfte des 18. Jahrhunderts. Sie stammen von der 1966 abgebrochenen Kanzel.
Die Orgel aus 1864 mit 10 Registern wurde von einem unbekannten Orgelbauer aus Straß im Zillertal gebaut.